# منطقة كيتشيكان غيتواي
منطقة كيتشيكان غيتواي (بالإنجليزية: Ketchikan Gateway Borough)‏ هي منطقة إدارية في ولاية ألاسكا.
بلغ عدد السكان في عام 2010 حوالي 13477 نسمة. عاصمة المنطقة هي كيتشيكان. 
وهي ثاني أكثر منطقة إدارية سكانا في جنوب شرق ألاسكا بعد منطقة جونو الإدارية.